# Округ Сари (Вирџинија)
Округ Сари (енгл. Surry County) је округ у америчкој савезној држави Вирџинија.

## Демографија
По попису из 2010. године број становника је 7.058, што је 229 (3,4%) становника више него 2000. године.
| Група             | 2000.         | 2010.         |
| Белци             | 3.170 (46,4%) | 3.583 (50,8%) |
| Афроамериканци    | 3.524 (51,6%) | 3.254 (46,1%) |
| Азијати           | 9 (0,1%)      | 24 (0,3%)     |
| Хиспаноамериканци | 51 (0,7%)     | 86 (1,2%)     |
| Укупно            | 6.829         | 7.058         |